# Miguel Yrarrázaval
Miguel Yrarrázaval (o Irarrázaval) Vera (Santiago, 6 de octubre de 1840 - 9 de abril de 1900). Abogado y político nacional chileno.

## Primeros años de vida
Hijo de Ramón Luis Yrarrázaval Alcalde y Lucía de Vera y Cuadra. Educado en el Instituto Nacional y en la Facultad de Derecho de la Universidad de Chile, donde se graduó como abogado en junio de 1864. Realizó un posgrado en Derecho, en la Universidad de Buenos Aires (1866), revalidando su título de abogado. Durante su estadía en Argentina, participó de foros y de la prensa bonaerense.
Contrajo matrimonio con Mercedes Smith Fernández de Leiva.

## Vida pública
Fue Gobernador de la provincia de Vichuquén (1867) y secretario de la Intendencia de Curicó (1868).  Nombrado Intendente de Valdivia (1872-1875) y Juez de Letras de Santiago (1876) e Illapel (1878). Fue administrador de la Casa de Orates (1884) e inspector general de las oficinas del Registro Civil (1885), en cuyo servicio escribió y publicó el "Manual del Registro Civil".
Estaba tramitando ya su jubilación, cuando el Partido Nacional, colectividad a la que perteneció por años, le solicita ser candidato a Diputado, logrando ser elegido, por Valdivia y La Unión, en cuatro períodos consecutivos (1882-1885, 1885-1888, 1888-1891 y 1891-1894). En estos períodos legislativos, integró las comisiones permanentes de Constitución, Legislación y Justicia, la de Hacienda e Industrias y la de Educación y Beneficencia.